# The Reason (álbum de Hoobastank)
The Reason (en español: «La razón») es el título del segundo álbum de estudio grabado por la banda de post-grunge estadounidense Hoobastank. Fue lanzado al mercado por la empresa discográfica Island Records el 9 de diciembre de 2003 y ha sido certificado Doble Platino por la RIAA. Hasta la fecha, el álbum ha vendido más de 2,3 millones de copias en los Estados Unidos.

## Producción y grabación
La banda entró al estudio en marzo de 2003 con el productor Howard Benson, quien ha producido discos de P.O.D., Cold. Sin embargo, la grabación fue interrumpido por un mes cuando el guitarrista Dan Estrin resultó gravemente herido en un accidente de minimoto en agosto de 2003. Estrin se había recuperado en octubre de 2003 y la banda se dirigió en un Unwired tour Nokia con el All-American Rejects y Ozomatli en noviembre de 2003.
El letrista y vocalista Doug Robb dijo en una biografía en la web de la banda que varias canciones en el álbum son sobre cuestionar lo que le dicen. "Mucho de esto se trata de hacer preguntas o cuestionar todo lo que la gente ve. No es todo acerca de la religión."Out Of Control" se trata de eso y trata de abrir los ojos después de haber sido cegado por estar dedicado a cualquier cosa".

## Lista de canciones
Todos los temas compuestos por Dan Estrin y Doug Robb.

| N.º | Título                                            | Duración |  |
| 1.  | «Same Direction»                                  | 3:15     |  |
| 2.  | «Out of Control» (con Ian Watkins y Jamie Oliver) | 2:42     |  |
| 3.  | «What Happened to Us?»                            | 4:00     |  |
| 4.  | «Escape»                                          | 3:44     |  |
| 5.  | «Just One»                                        | 3:19     |  |
| 6.  | «Lucky»                                           | 2:59     |  |
| 7.  | «From the Heart»                                  | 3:03     |  |
| 8.  | «The Reason»                                      | 3:54     |  |
| 9.  | «Let It Out»                                      | 3:18     |  |
| 10. | «Unaffected»                                      | 3:33     |  |
| 11. | «Never There»                                     | 3:03     |  |
| 12. | «Dissapear»                                       | 5:06     |  |

## Posicionamientos en las listas
| Listas                          | Posición |
| ------------------------------- | -------- |
| Australian Albums Chart         | 23       |
| Austrian Albums Chart           | 19       |
| Belgian (Wallonia) Albums Chart | 51       |
| Canadian Albums Chart           | 9        |
| French Albums Chart             | 6        |
| German Albums Chart             | 51       |
| Italian Albums Chart            | 15       |
| New-Zealand Albums Chart        | 31       |
| Swedish Albums Chart            | 33       |
| Swiss Albums Chart              | 13       |
| UK Albums Chart                 | 41       |
| US Billboard 200                | 3        |

## Créditos y personal
- Doug Robb - Vocalista
- Dan Estrin - Guitarra
- Markku Lappalainen - Bajo
- Chris Hesse - Batería